# Иван Владимиров
Иван Владимиров (рус. Владимиров, Иван Алексеевич; Вилњус, 10. јануар 1870 – Лењинград, 14. децембар 1947), такође John Wladimiroff, био је руски сликар и графичар.

## Биографија
Иван Владимиров је рођен у Вилњусу у породици руског интелектуалца Алексеја Порфиријевича Владимирова, свештеника, и мајке Британке, Кетрин Вагхорн, акварелисте. У неруским документима, породица је своје име писала као Wladimiroff, а уметник је своје име писао на енглеском као John Wladimiroff.
Током ратова 1904-1916, постао је познат као ратни уметник („баталиста“). После тога, његова репутација је постала контроверзна. У Совјетском Савезу је био познат по сликама које су величале Октобарску револуцију. Међутим, на Западу и у Русији након распада Совјетског Савеза, постао је познат по оштро критичким сликама након Револуције.

## Награде и одликовања
- 1946: Заслужни уметник РСФСР[1][4]
- 1945: Орден Црвене заставе рада, за „плодну активност у области совјетске уметности“[1][4]
- Разне медаље[4]
- 1897: „Уметник класе првог степена“[7]
- 1890-те: Награде за слике које приказују сцене битака[3]

## Галерија
Две стране Револуције
- „Доле орао“ (рушење симбола Руске империје), 1917.
- „На улицама Петрограда“, 1918
- Prodrazvyorstka (реквизиција живота)
- „Свештенство на принудном раду“, 1919